# Killing Season
Killing Season — пятый студийный альбом филиппинно-американской трэш-метал-группы Death Angel, выпущен в феврале 2008 года на лейбле Nuclear Blast.

## Об альбоме
Запись Killing Season проходила в студии Studio 606, Northridge, Калифорния, США. Продюсером диска стал Ник Рэскаленикс (Foo Fighters, Rush, Velvet Revolver). В первый уикенд продаж в США,было продано 2300 копий альбома. Диск достиг 21-го места в чарте Top Heatseekers журнала Billboard и 56-го в голландском чарте MegaCharts.
На песню «Dethroned» был снят видеоклип.

## Список композиций
1. «Lord of Hate» — 4:23
2. «Sonic Beatdown» — 3:29
3. «Dethroned» — 4:04
4. «Carnival Justice» — 3:09
5. «Buried Alive» — 4:28
6. «Soulless» — 5:07
7. «The Noose» — 3:36
8. «When Worlds Collide» — 4:24
9. «God vs God» — 4:42
10. «Steal the Crown» — 2:57
11. «Resurrection Machine» — 6:59

## Участники записи
- Марк Осегуеда — вокал
- Роб Кавестани — гитара
- Тэд Агилар — гитара
- Деннис Пепа — бас-гитара
- Энди Гэлион — ударные